# Empoasca paraobliqua
Empoasca paraobliqua är en insektsart som beskrevs av Ghauri 1964. Empoasca paraobliqua ingår i släktet Empoasca och familjen dvärgstritar. Inga underarter finns listade i Catalogue of Life.